# 1634 au théâtre
| Années du théâtre : 1631 - 1632 - 1633 - 1634 - 1635 - 1636 - 1637    |
| Décennies du théâtre : 1600 - 1610 - 1620 - 1630 - 1640 - 1650 - 1660 |

## Événements

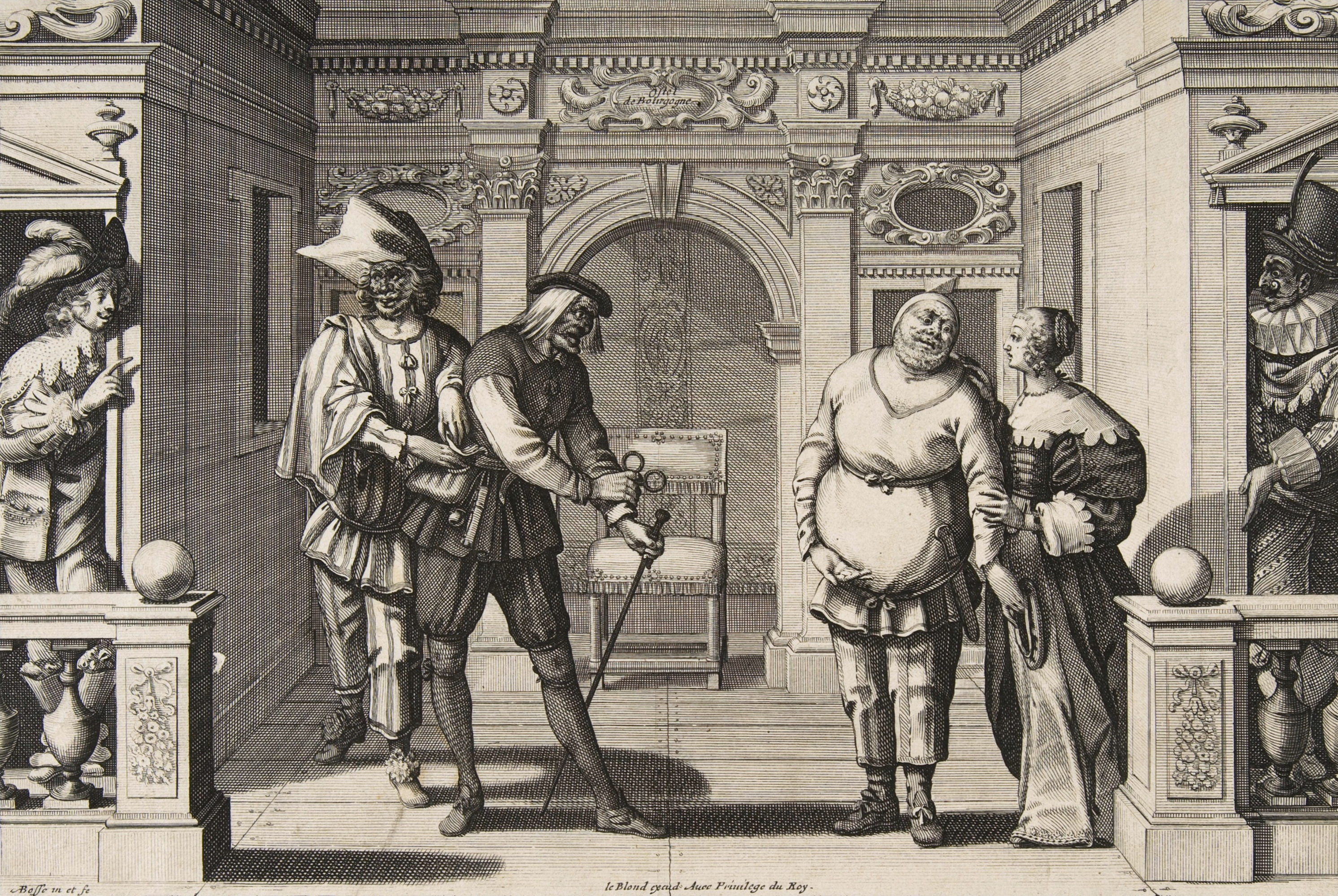
Abraham Bosse, Les farceurs à l'Hôtel de Bourgogne, gravure, vers 1633-1634
(dont Turlupin, Gaultier-Garguille et Gros-Guillaume).

- 8 mars : premier bail de la troupe du Théâtre du Marais, dirigée par Montdory, pour l'occupation du jeu de paume de la rue Vieille-du-Temple à Paris.
- mars : Murayama Matasaburō I fonde à Edo, au Japon, le théâtre kabuki Murayama-za, qui prendra en 1643 le nom d'Ichimura-za.
- 25 mai (Pentecôte) : première représentation à Oberammergau en Haute-Bavière du Jeu de la Passion du Christ, sur une scène installée dans le cimetière au-dessus des tombes des victimes de la peste de l'année précédente, à la suite du serment fait par les édiles d'effectuer tous les dix ans un « Jeu de la souffrance, la mort et la résurrection de Notre Seigneur Jésus-Christ ».
- Le médecin parisien Bertrand Hardouin de Saint-Jacques est admis comme acteur au théâtre de l'Hôtel de Bourgogne, où il joue sous le nom de Guillot-Gorju les médecins et apothicaires burlesques.

## Pièces de théâtre publiées
- Pierre Corneille, La Suivante et La Place royale ou l’Amoureux extravagant, comédies, Paris.
- Jean Mairet, Sophonisbe, tragédie, Paris.

## Pièces de théâtre représentées
- 4 mai : Arcades,  masque de John Milton, est joué à l'occasion de l'anniversaire de la comtesse Alice Spencer[1].
- 29 septembre : Comus, masque de John Milton, est représenté au château de Ludlow pour le comte de Bridgewater[2].
- Novembre : La Comédie des comédiens de Georges de Scudéry, Paris, théâtre de l'Hôtel de Bourgogne.

- Iphis et Iante, comédie d'Isaac de Benserade, Paris, Hôtel de Bourgogne.

- La Suivante, comédie de Corneille, Hôtel de Bourgogne, Paris.
- Hercule mourant, tragédie de Jean de Rotrou, Hôtel de Bourgogne, Paris[3].

## Décès
- 12 mai : George Chapman, poète et dramaturge anglais, né vers 1559.
- 25 juin : John Marston, poète et dramaturge anglais, baptisé le 7 octobre 1576.
- 30 septembre : Thomas Tomkis, dramaturge anglais, né vers 1580.
- Date précise non connue :
  - Jean Gracieux, dit Bruscambille pour la farce et Deslauriers pour la comédie, acteur français, auteur de prologues pour les farces qu'il joue, né en 1575.
  - Silvio Fiorillo, acteur de théâtre, spécialiste du rôle de Polichinelle, et dramaturge italien, né vers 1565.
  - Robert Guérin dit Gros-Guillaume, acteur français, né vers 1554.